# Aterro do Flamengo
Aterro do Flamengo é um complexo de lazer da cidade do Rio de Janeiro, no Brasil. Foi construído sobre aterros sucessivos na baía de Guanabara. O parque estende-se do Aeroporto Santos-Dumont, no bairro do Centro, ao início da Praia de Botafogo, na zona sul, possuindo duas áreas distintas: a primeira, no bairro da Glória, sedia o Museu de Arte Moderna (MAM), o Monumento Aos Mortos da II Guerra Mundial, a Marina da Glória, o Memorial Getúlio Vargas, o Cine Glória, o Monumento a Estácio de Sá, a casa de shows Vivo Rio, a Avenida Infante D. Henrique, um restaurante e a pequena Praia da Glória, essa região é chamada Parque Brigadeiro Eduardo Gomes, nome oficial do complexo. A segunda, separada da primeira por um pequeno quebra-mar, localiza-se no bairro do Flamengo, e possui quadras destinadas à prática de esportes, o Museu Carmen Miranda, a Avenida das Nações Unidas e a Praia do Flamengo, sendo chamada propriamente de Parque do Flamengo. Em sua configuração atual, o parque foi inaugurado em 17 de outubro de 1965, com 1 200 000 metros quadrados.

## História

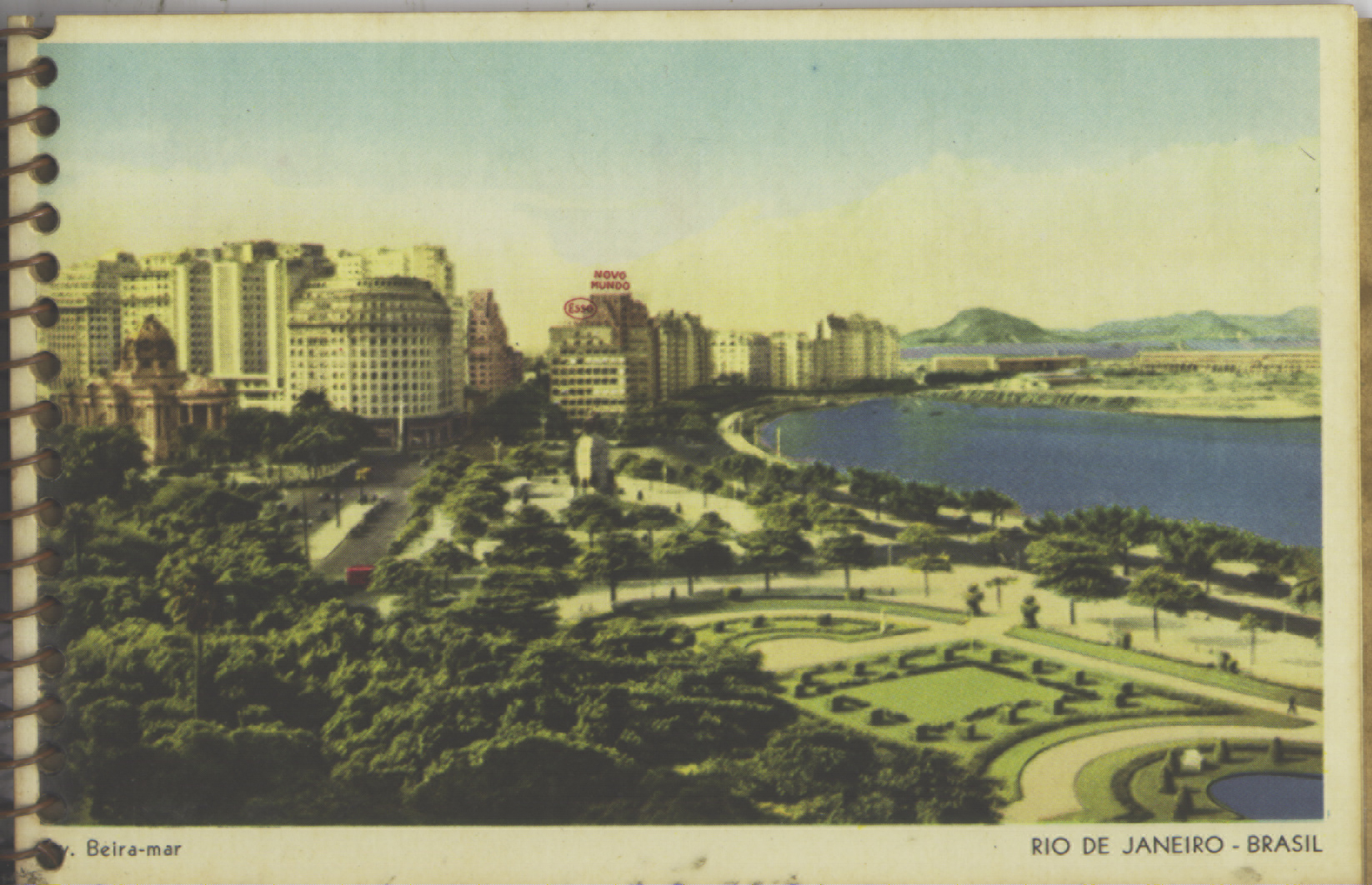
Avenida Beira-Mar em meados dos anos 1950, antes da construção do Aterro.

Construção do Aterro do Flamengo, 1959. Arquivo Nacional.

Construção do Aterro do Flamengo, 1960. Arquivo Nacional.

Aterro do Flamengo, 1962.

A zona do Aterro do Flamengo deve ser vista como parte integrante de um plano maior cujo objetivo era articular e melhorar o tráfego entre as zonas sul, centro e norte, juntamente com o desmonte do Morro Santo Antônio, a Avenida Perimetral e o Túnel Rebouças. Estas ideias fundamentais para o urbanismo do Rio de Janeiro vinham sendo maturadas desde o Plano Agache (1927-1930). Nas diferentes soluções urbanísticas elaboradas pelo Departamento de Urbanismo para a cidade, o arquiteto Affonso Eduardo Reidy teve um papel fundamental, atuando desde 1929, como estudante assistente de Alfred Agache e depois como diretor do departamento, a partir de 1947, e mais efetivamente ao retomar suas propostas de urbanização do Aterro, a partir de 1961.

### Aterros preliminares
No trecho hoje ocupado pelo Parque Brigadeiro Eduardo Gomes, a orla original apresentava uma conformação recortada, com pequenas enseadas aqui e ali, como a Praia do Russel (na altura do atual Hotel Glória), ou o Saco do Alferes. As primeiras obras de aterramento da região remontam ao início do século XX, quando foram construídas a Avenida Beira-Mar, a Praça Paris e a Avenida da Praia do Flamengo. O desmonte gradual do Morro do Castelo forneceu material para novos aterros na região central, como o do Aeroporto Santos-Dumont.
Na década de 1950, com as rochas do desmonte do Morro de Santo Antônio, foi iniciada a construção de um enrocamento que começava na Ponta do Calabouço, continuava na região da Glória e seguia numa faixa estreita mar adentro até curva do Morro da Viúva, formando uma laguna que, finalmente, foi aterrada. O aterro (assim chamado) foi usado nos eventos do Congresso Eucarístico|Internacional de 1955. Mais tarde, a área foi ocupada pelo Museu de Arte Moderna (1958) e pelo Monumento aos Mortos da Segunda Guerra Mundial (1960).

### Parque Eduardo Gomes

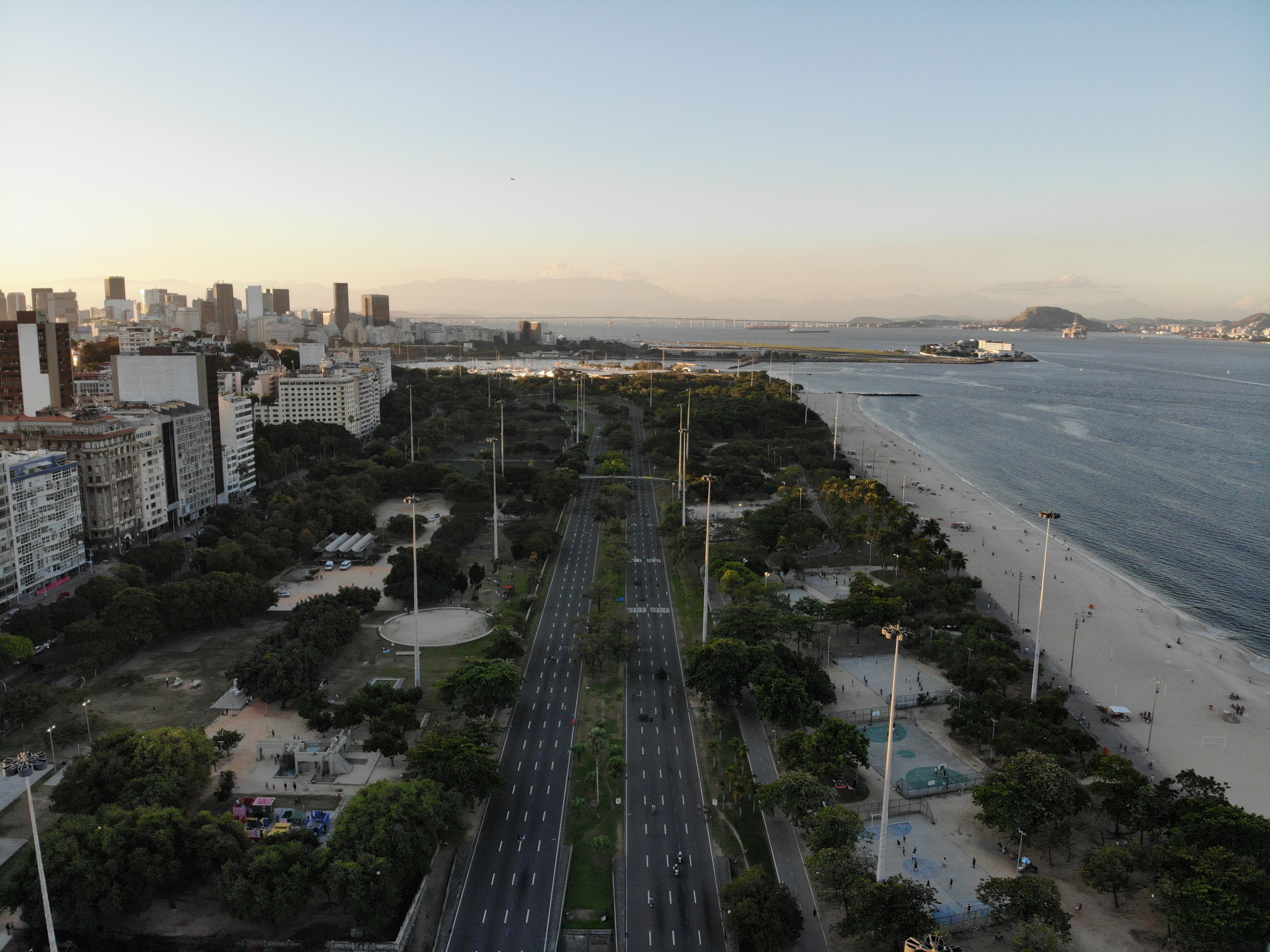
Aterro do Flamengo em 31 de maio de 2018, com a ponte Rio-Niterói ao fundo.

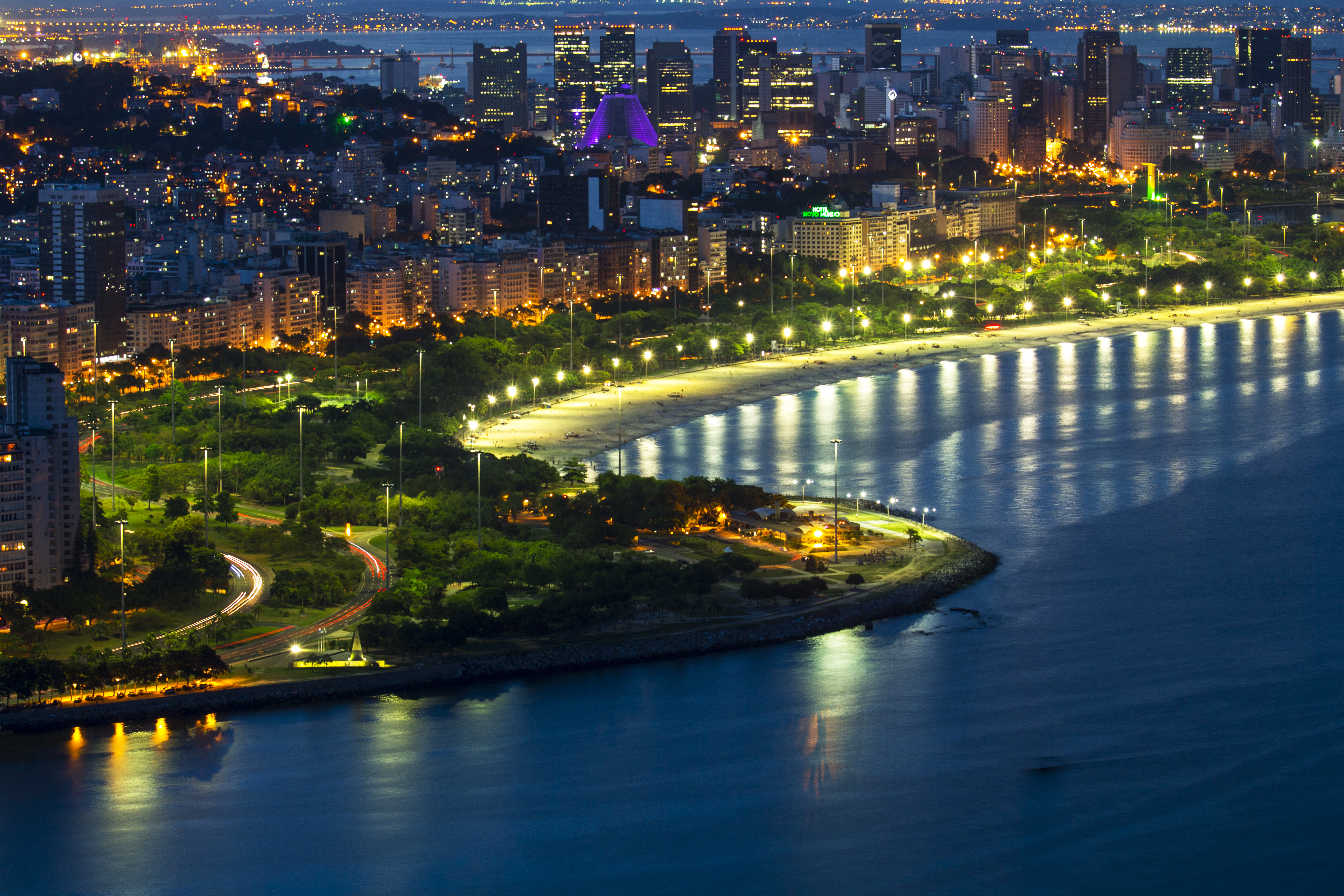
Aterro do Flamengo com o centro da cidade ao fundo.

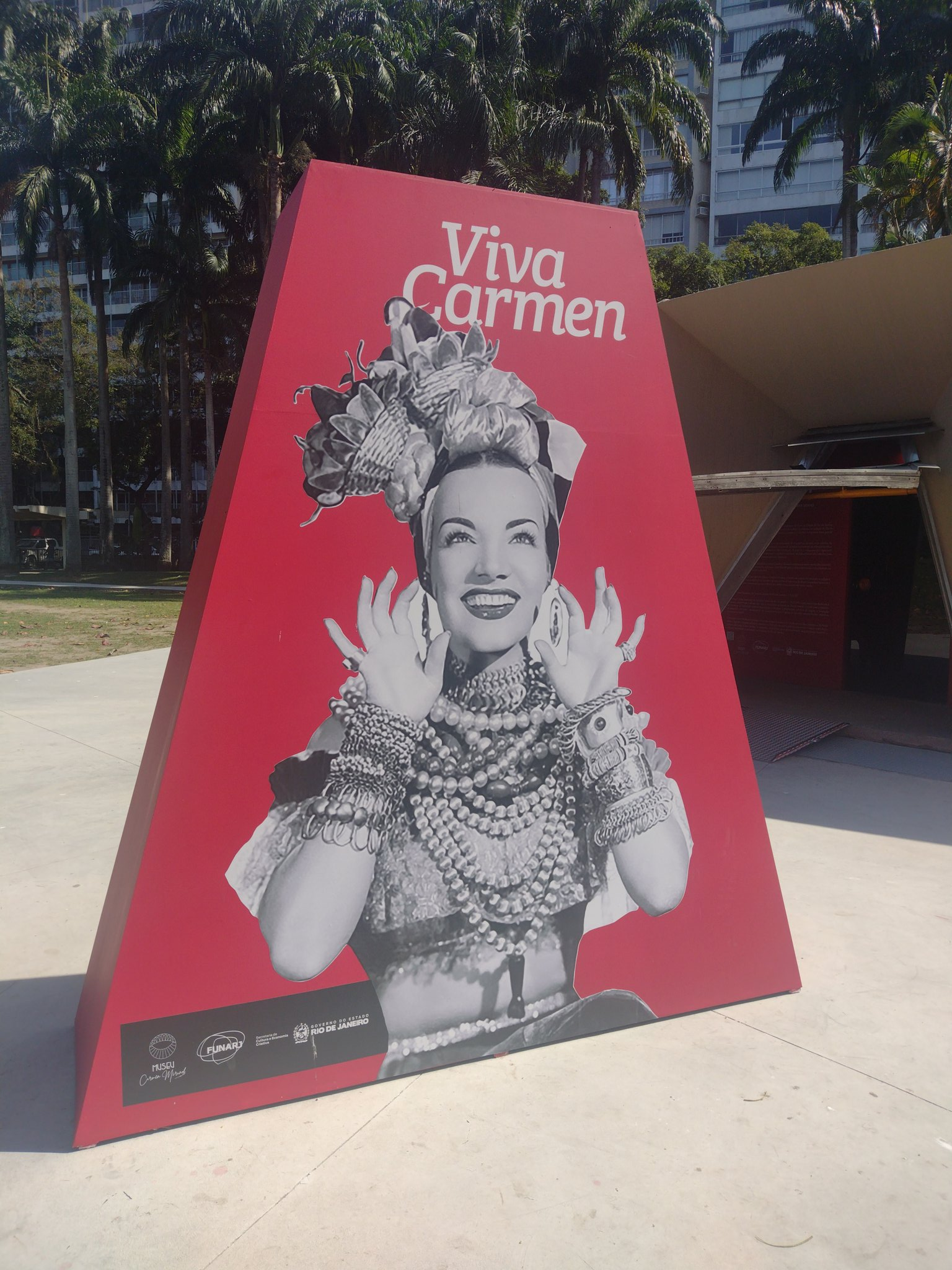
O Museu Carmen Miranda, localizado no Aterro do Flamengo.

Anos depois, foi executada a parte principal do aterro. O entulho retirado do morro foi sendo despejado no mar, formando, desde o pontal do Calabouço até o Morro da Viúva, uma comprida restinga de pedras dispostas de modo a formar uma laguna e a faixa de areia da praia do Flamengo que, a seguir, foi aterrada. O plano original previa a construção de pistas expressas entre o Centro e a Zona Sul da cidade. Porém a ideia de se criar um grande parque na área, junto às pistas de rolamento, é atribuída à paisagista Carlota de Macedo Soares, amiga do governador do estado da Guanabara Carlos Lacerda. Com projeto paisagístico de Roberto Burle Marx, o novo parque foi destinado a atividades esportivas, recebendo quadras de futebol, tênis, vôlei, basquete e pistas de aeromodelismo e de modelismo naval; destacam-se os campos de futebol no trecho inicial da Praia do Flamengo, criados por iniciativa de Raphael de Almeida Magalhães, outro colaborador de Lacerda.
O projeto do Parque Brigadeiro Eduardo Gomes incorporou a Praça Cuauhtémoc e os entornos do Monumento aos Mortos da Segunda Guerra Mundial e do Museu de Arte Moderna do Rio de Janeiro; foi seguido no Trevo Edson Luís, na Marina da Glória (inaugurada em 1982) e na Praia de Botafogo. Também foram construídos, no parque: o Museu Carmen Miranda; o Pavilhão Japonês, um prédio em estilo modernista inspirado na arquitetura japonesa e que é, atualmente, ocupado pela administração do parque; um teatro de marionetes; um anfiteatro e um coreto. Todos os equipamentos do parque foram projetados pelo arquiteto Affonso Eduardo Reidy. Nos anos 1970, o parque foi batizado com o nome do brigadeiro Eduardo Gomes, herói de guerra e político brasileiro.

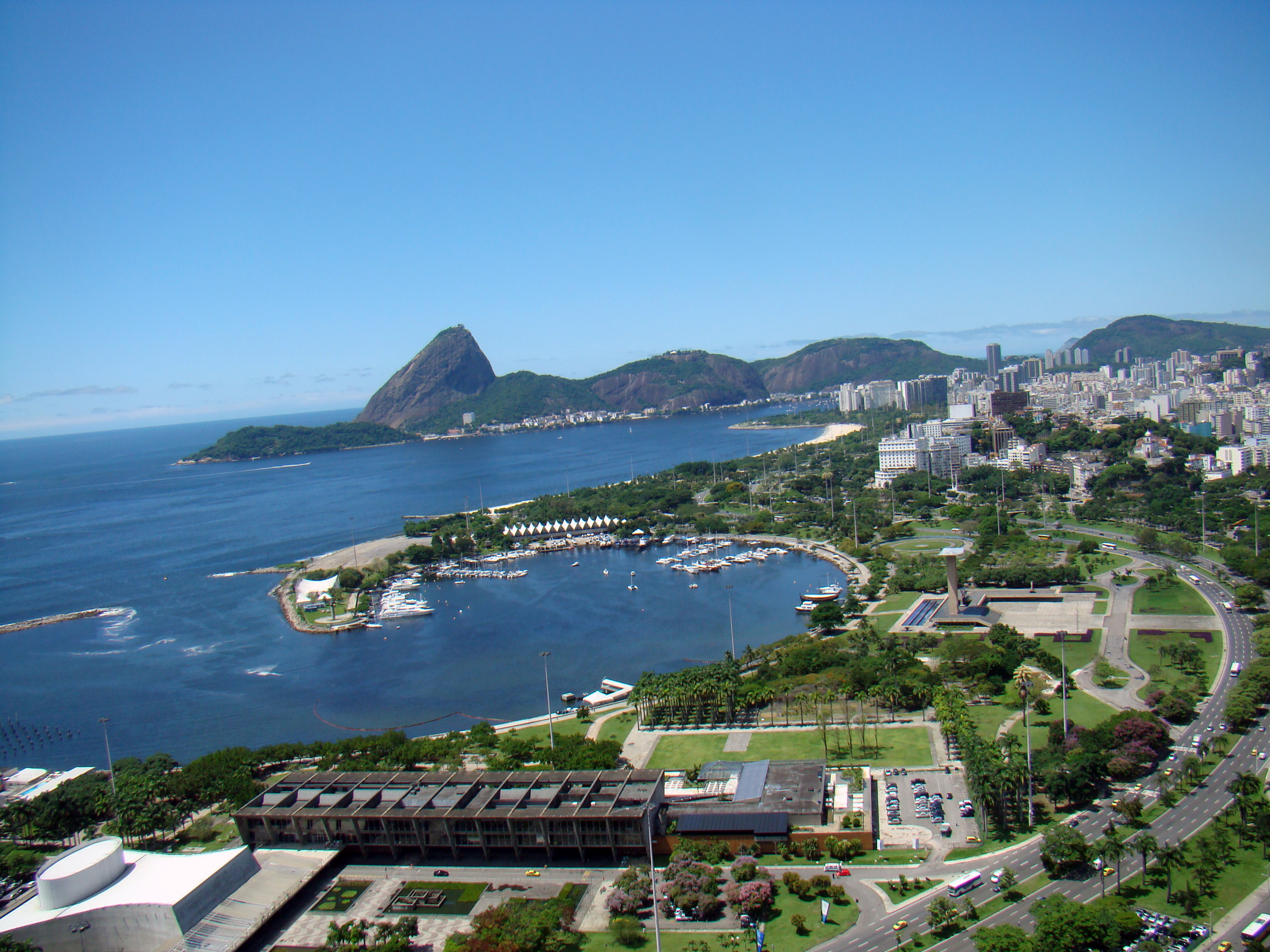
Marina da Glória.

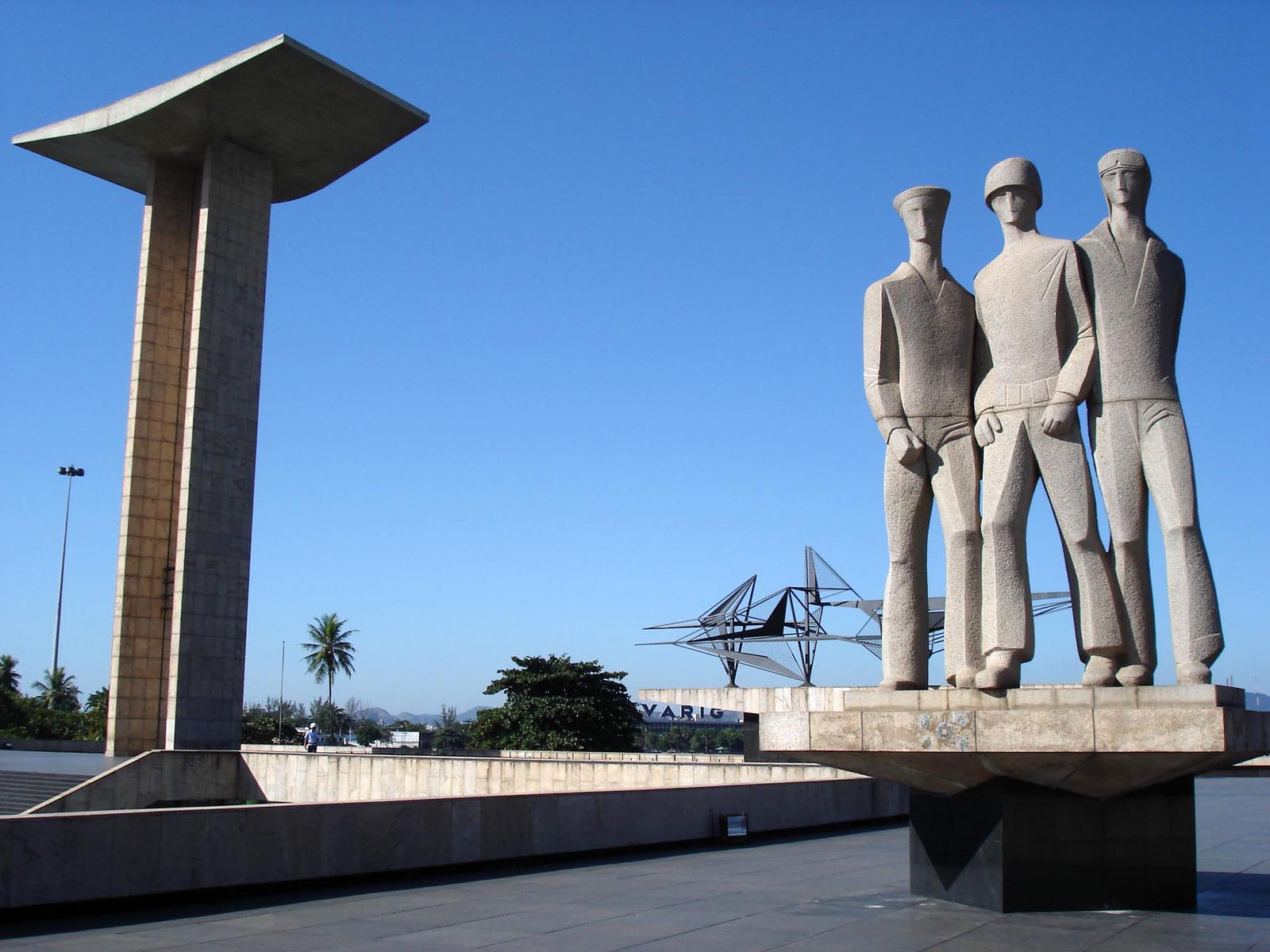
Monumento aos Mortos da Segunda Guerra Mundial.

Em 1989, nas comemorações do bicentenário da Revolução Francesa, foi erguida, no parque, uma réplica temporária da Torre Eiffel (apelidada de Torre do Patrimônio), considerada uma das maiores já construídas e que serviu de palco para concertos e apresentações de baile. Em 1992, o parque foi a sede do Fórum Global, que foi a seção de exposições e debates da Eco-92.
Desde 2002, é realizado, todo ano, por volta do mês de agosto, ao lado do Pavilhão Japonês do parque, o Festival do Japão, um festival de cultura japonesa. No início do século XXI, foram construídos vários postos salva-vidas com chuveiro e banheiro ao longo da Praia do Flamengo. Em junho de 2012, o parque abrigou a "Cúpula dos Povos", evento que reuniu várias organizações e que aconteceu paralelamente à Conferência das Nações Unidas sobre Desenvolvimento Sustentável.

## Atrações
A característica mais marcante do Parque Eduardo Gomes é a diversidade de sua flora, formada, principalmente, por espécies nativas selecionadas por Burle Marx. A riqueza vegetal atrai muitas aves. Para a travessia dos banhistas em direção à Praia do Flamengo, foram construídas passarelas com curvaturas suaves sobre as pistas expressas e passagens subterrâneas sob as mesmas. As pistas são fechadas ao tráfego nos domingos e feriados das sete às dezoito horas para permitir seu uso pelos frequentadores do parque. Ocasionalmente, as pistas são usadas para competições de atletismo e ciclismo. O local também é usado ocasionalmente para shows de grande público. Diante da oposição dos vizinhos, que temem a incapacidade dos transportes e a depredação do parque, esses eventos têm se tornado menos frequentes.